# Premontrei konvent (Margit-sziget)
A margitszigeti premontrei konvent 13. században alapított kolostor, mely a budapesti Margit-szigeten állt. A ma a helyén álló, a 20. század első harmadában újjáépített kápolna a sziget egyik jelentős műalkotása, ami Budapest legrégibb románkori emléke, mely eredeti formájában látható.

## Története

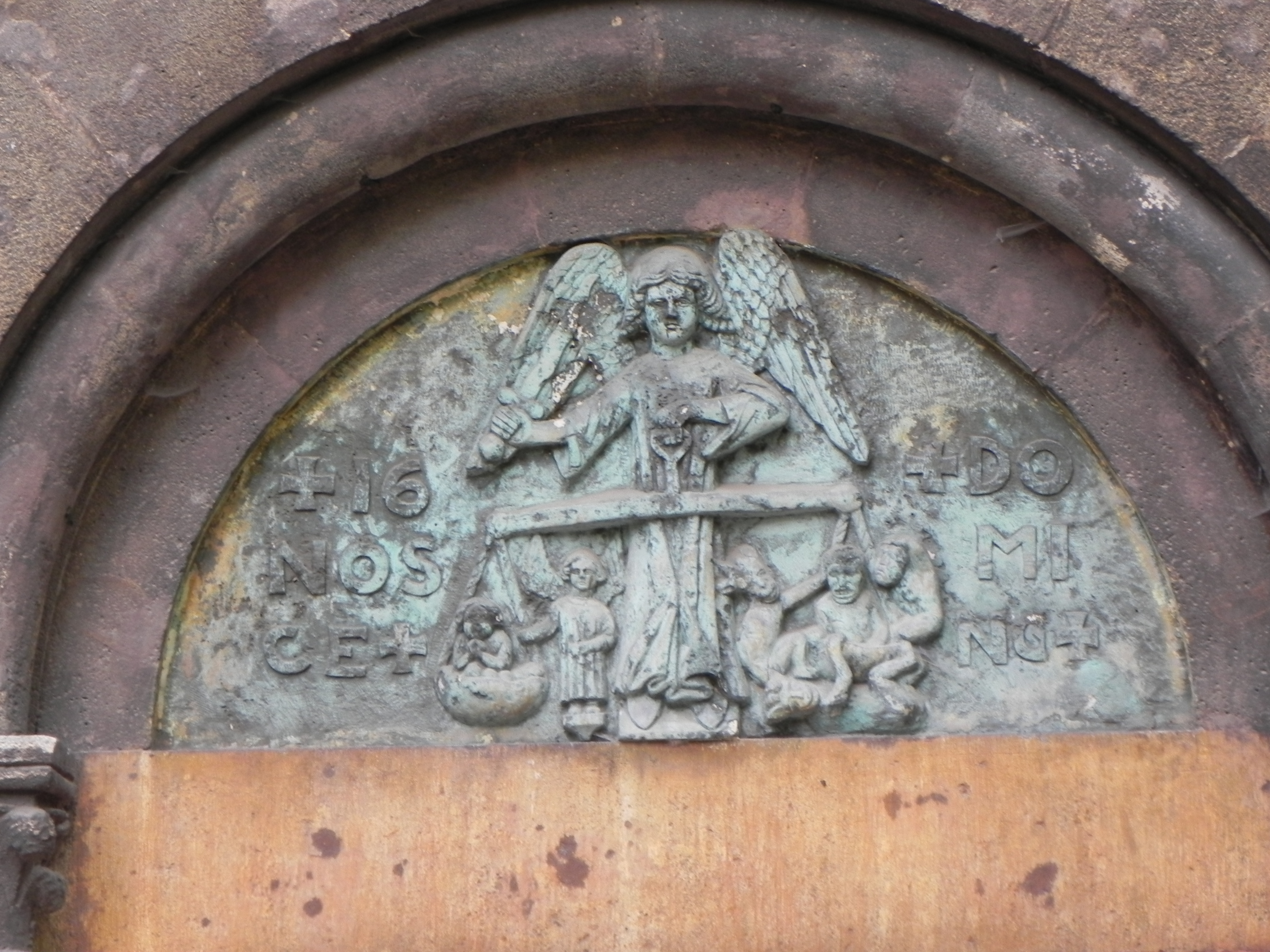
A kápolna bejárata feletti dombormű

A római korban cölöphíd ívelt át a mai Árpád híd helyén és a rómaiaknak temetőjük volt a szigeten. A mai kápolna mellett találtak egy ebből az időből származó sírkövet, melynek felirata szerint az elhunyt a 18 éves Septimus Fuscus scholasticus, akit apja, Mogentiana decuriója küldött tanulni Aquincumba. Egy másik római sírkő a templom küszöbeként szolgált, de emiatt felirata teljesen lekopott.
A kolostor pontos építési ideje nem ismert, az 1235-ös premontrei rendi listán még nem szerepelt, a század végén már a váradhegyfoki kolostor filiája volt. Az épület a korábban ott állt Szent Mihály templom helyén épült fel, amely a sziget legkorábbi egyházi épülete volt, ezt a kis templomot 1227-ben említette először II. András egyik oklevele, de a rend margitszigeti megjelenése 1131 és 1141 közé esik, Vak Béla korára. A konvent a Mihály arkangyal nevet viselte. Kezdetben bár valószínűleg kis létszámú, de jó anyagi helyzetű kolostor volt, mert nagy királyi adományok gazdagították, és Párdi és Pazándok falvaknál malmokat is szereztek.
A margitszigeti apácakolostor létrejötte és terjeszkedése miatt csökkent a jelentősége, és gyakran pereskedtek is egymással. Amikor a zárda IV. Bélától a sziget egész területét megkapta a konvent területének kivételével, a premontreieknek azok a gazdasági épületei és begina-háza, amelyek a konventen kívül álltak, viták és a kolostori szolgálónépek közti összetűzések forrásává váltak.
A török megszállás miatt 1526-ban a konventből elmenekültek a szerzetesek, ami a hanyatlásához és a pusztulásához vezetett.

## Feltárása és újjáépítése

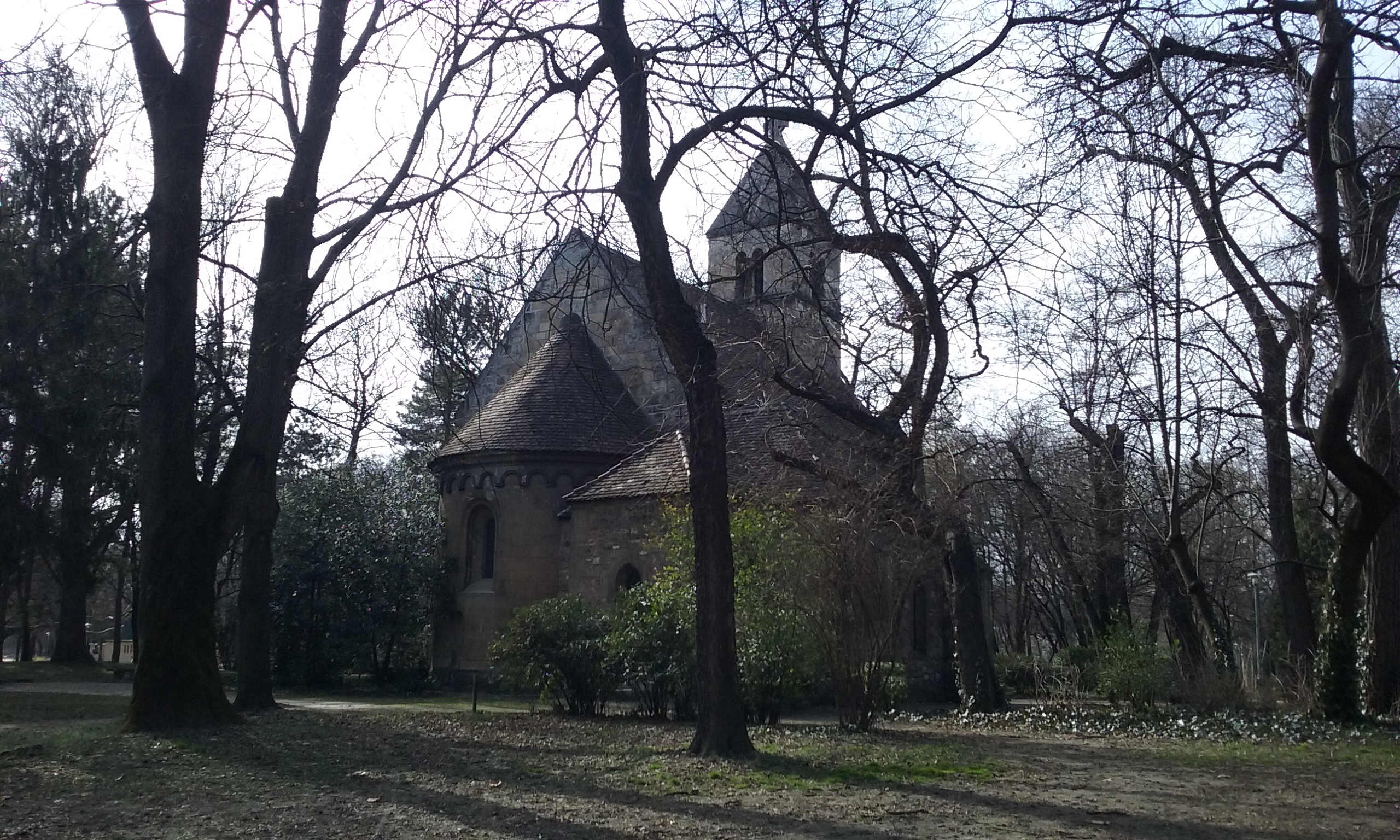
A kápolna keletről 2020 februárban, jobbra a sekrestye

A hajdani konvent falai nagyrészt eltűntek a föld színéről, kivéve a templom délkeleti falait egy félköríves ablakkal.
1914-ben egy szélvihar egy vén diófát csavart ki a földből, gyökerei között egy haranggal. 1923-ban rendelte el a Fővárosi Közmunkák Tanácsa a terület feltárását, melyet Zielinski Szilárd és Lux Kálmán végzett el.
A régi-új kápolnát ennek romjainak felhasználásával Lux tervei alapján építették fel Báthory és Klenovits mérnökök segítségével és Fodor Sándor vezetésével.
Az ásatások során feltárt templom eredetileg egy 8 méter széles és 12 méter hosszú hajóval épült, végében félkörös záródású, keletelt szentéllyel. A déli oldalhoz szintén apszisban végződő 14. században épített folyosó csatlakozott.
A templom mellett 15. századi kápolna állt, ami a mai templom sekrestyéjét alkotja. A munkálatok során megtalálták a homlokzati torony alappilléreit, ezért a kápolna rekonstrukciója valószínűleg  az eredeti formákat érzékelteti a lényegi vonások tekintetében.
Az ásatások a templomon belül egy korábbi periódust is feltártak, és a konvent épületének egy részét is a felszínre hozták. Az épület körül több, iszapba süllyedt csontvázra – talán a tatárjárás idején elesett vitézek vagy áldozatok holttestére – leltek, a belső térben pedig egy nagyobb sírkőlap került elő, melyen „Hic iacet Valentinus” – „Itt nyugszik Bálint” felirat olvasható.
A mai kápolnát 1932-ben avatták fel, Horthy Miklós kormányzóságának 10. évfordulóján.

## A mai kápolna

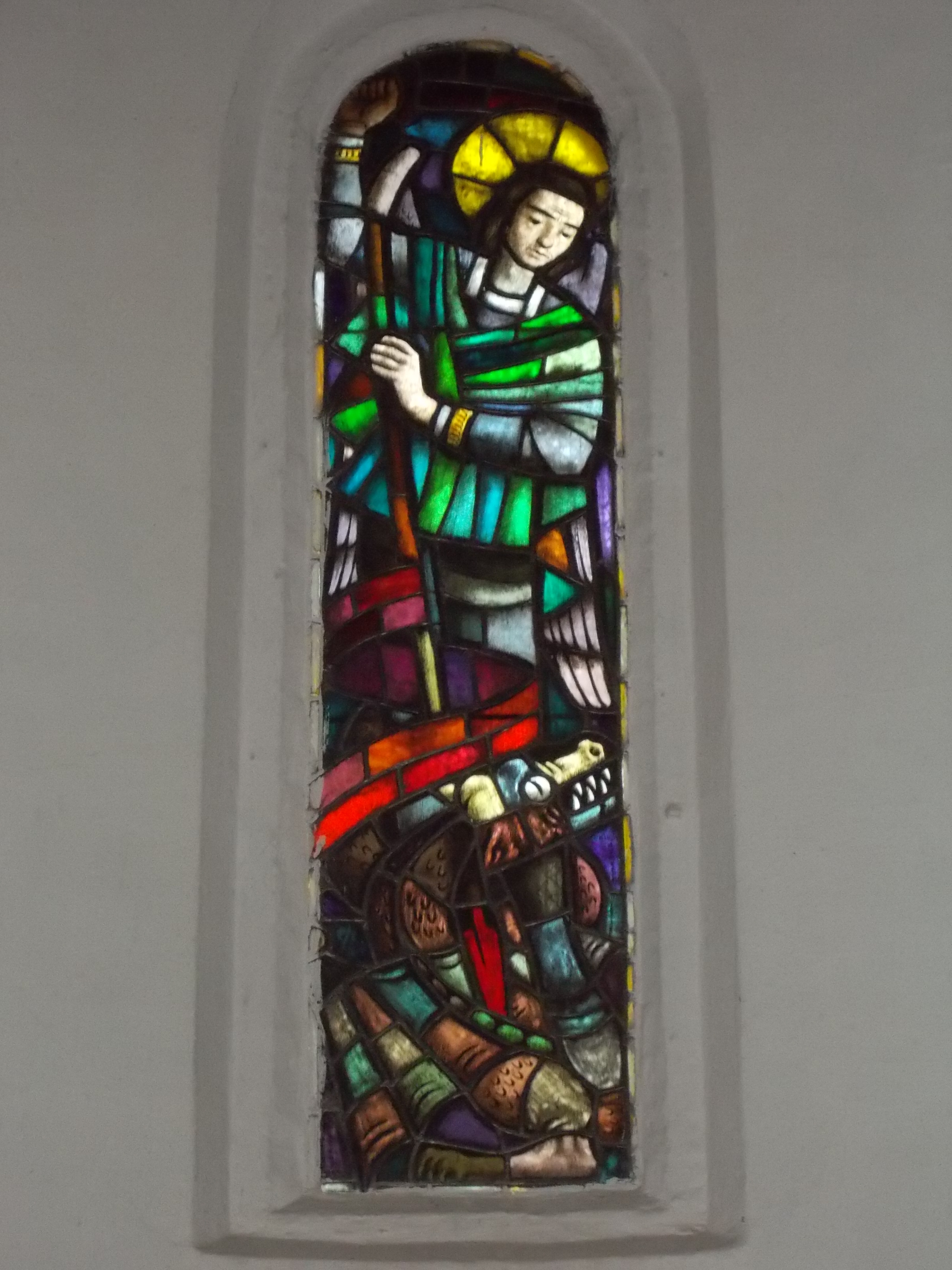
A kápolna festett üvegablaka

A kidőlt fa gyökerei között talált harang előbb a Magyar Nemzeti Múzeumba került, majd a kápolna tornyában helyezték el. Ez a harang a 15. századból származik, egyike a legöregebb magyarországi harangoknak. A harangon német nyelvű gótikus feliratok találhatóak: „Hilf uns Gott Maria perat uns dumma goss  Meister Hans Strous”, magyarul: „Segíts Isten, Mária vezess tanácsokkal minket, együgyűeket, öntötte Strous János mester”.
A kápolna két oszloppal övezett, nyugatra nyíló bejárata felett a kassai Szent Mihály-kápolnán lévő dombormű másolata látható, amin az utolsó ítélet szimbolikus ábrázolása jelenik meg. Ezen Szent Mihály egy mérleg egyik serpenyőjében az üdvözülteket, a másikban az elkárhozottakat mutatja fel. Szent Mihály jobb kezében pallost tart, az üdvözülteket egy angyal, az elkárhozottakat ördögök fogadják. A dombormű körül az „Ignosce Domine”, magyarul: „Ne ródd fel, Uram” felirat látható.
A kápolna tornya zömök, gúla alakú kősisakkal fedett, és a nyugati falra, illetve a templomtérbe nyúló pillérekre támaszkodik. A torony felső emeletén ikerablakok láthatóak. A toronyba a kápolna előterében balról nyíló tölgyfalépcső vezet.
Az előtér jobb oldalán egy újjáépítési emléktábla van elhelyezve. Az oltárt négy kőoszlop tartja és egy kocka alakú kőtömb támasztja alá, amin Agnus Dei ábrázolás látható. A korábbi tabernákulumot kovácsoltvas ajtóval ellátott pasztofórium helyettesíti. Az oltár, a szentségtartó, a pasztorfórium, a szenteltvíz-tartók és a jobb oldalon elhelyezett emléktábla mind Körmendi-Frim Jenő alkotása.
A szentélyben látható egy festett üvegablak, amin Szent Mihály egy lángpallossal legyőzi a sátánt. Az üvegfestmény Kölber Jenő munkája. A mellékoltáron Feszty Masa képe látható, mely Árpád-házi Szent Margitot ábrázolja. A kápolna mennyezetét színes kazettás burkolat alkotja.
A sekrestyébe tölgyfaajtó vezet, bár kívülről is megközelíthető. Az épülettől délre feltárt folyosót nem állították helyre, de az alapfalakat ellátták egy védőréteggel és kőlemezzel burkolták. Az itt elhelyezett padkán voltak látható korábban a római kőmaradványok és a Partsch-család címeres márvány sírkőlapjának maradványa.
A kápolna, ami ma a 15746-os törzsszámon nyilvántartott műemlék, a Budapest-Újlak, Sarlós Boldogasszony Plébániához tartozik. Meghatározott időszakokban látogatható, miséket, esküvőket is tartanak benne.

## Környezete
A kápolna a sziget északi részén, a domonkos kolostor romjai és a Margitszigeti Nagyszálló között fekszik, a pesti oldalhoz közel. Környezete parkosított. Közvetlenül előtte fut az aszfaltozott Zielinski Szilárd sétány, mögötte földes sétautak húzódnak. A bejáratnál kőpadok és mellvédek, az aszfaltos út mentén parki padok állnak. A kápolna bal oldalánál állították fel 1966-ban Kiss István Janus Pannonius szobrát, mely egyben a Művészsétány része. A kápolnával szemben áll a sziget legöregebb páfrányfenyője.

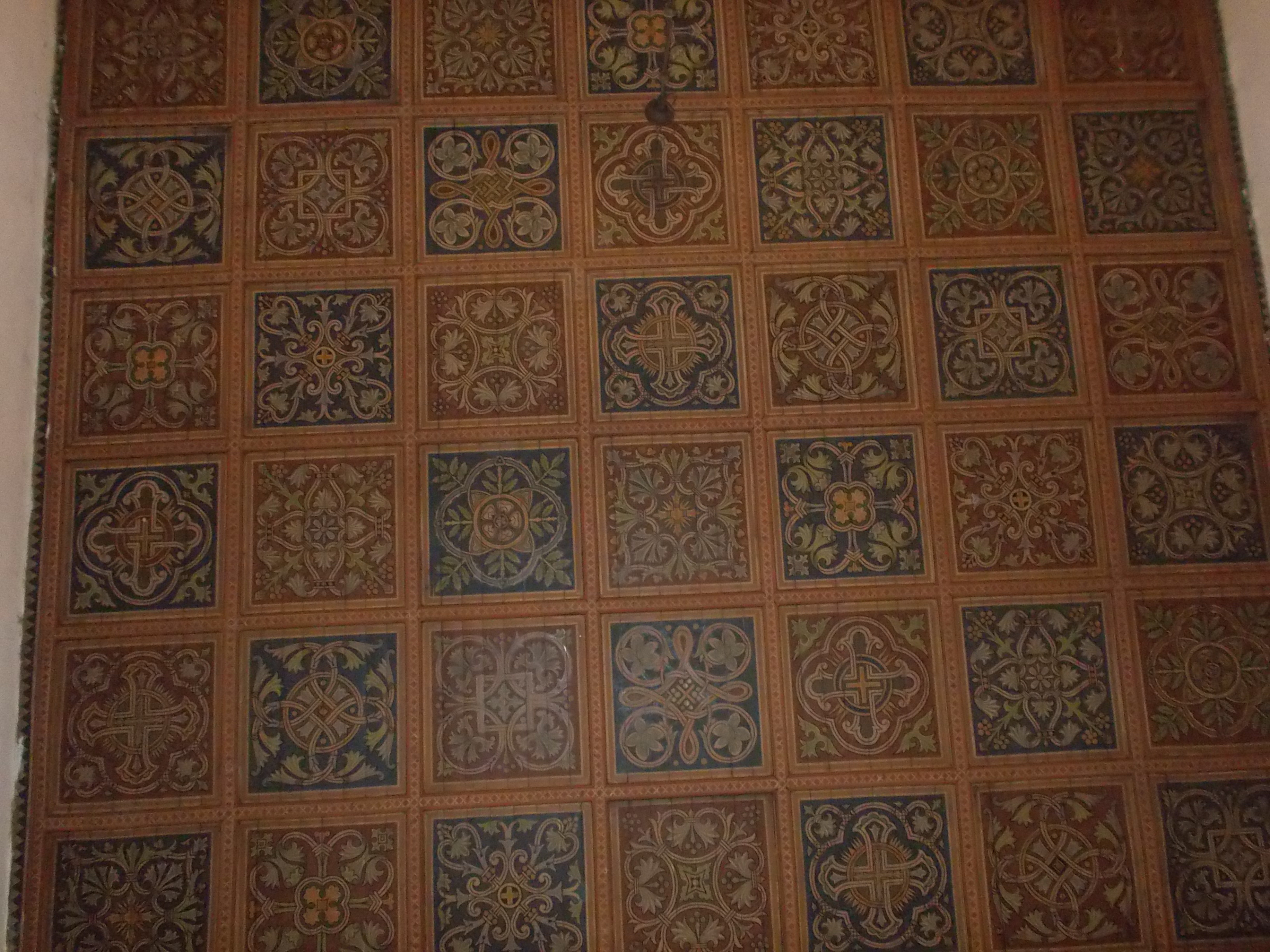
A kápolna mennyezete
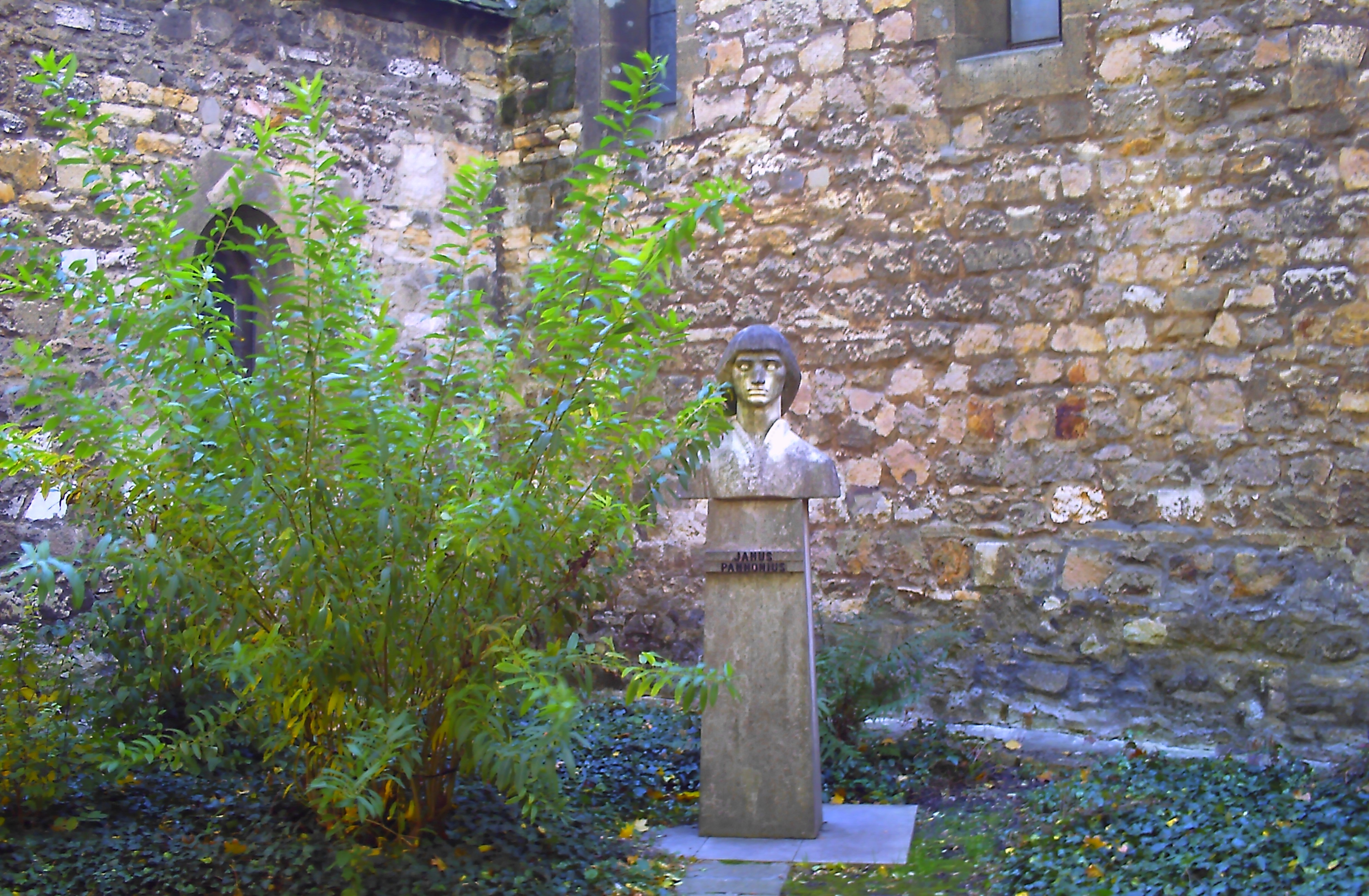
Janus Pannonius mellszobra a kápolna mellett (Kiss István szobrász alkotása)
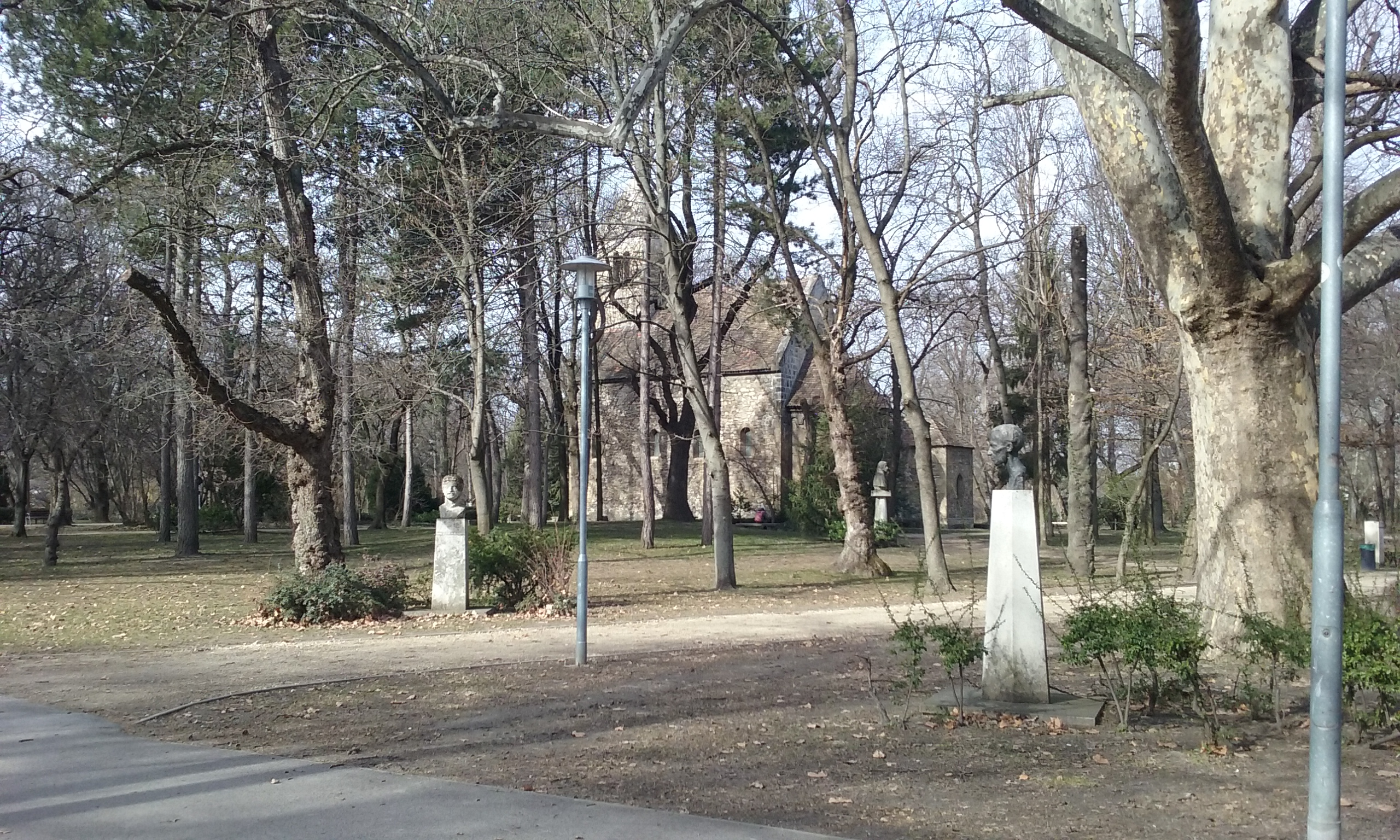
A kápolna délkeletről, a Művészsétány részletével

## További információ
- A kápolna a Műemlékem.hu oldalán
- Amatőr videó a kápolna külsejéről